# Roman (voornaam)
Roman is een voornaam. De naam is afgeleid van Romein, in de betekenis: bewoner van Rome.

## Personen met deze voornaam
- Roman Abramovitsj, Russisch-Israëlisch zakenman
- Roman Dzjindzjichasjvili, Georgisch-Amerikaans schaker
- Roman Herzog (1934–2017), Duits politicus
- Roman Hubník, Tsjechisch voetballer
- Roman Neustädter, Russisch-Duitse voetballer
- Roman Polański, Pools-Frans filmregisseur
- Roman von Ungern-Sternberg (1886–1921), Russisch officier
- Roman Weidenfeller, Duits voetballer

### Vorsten
- Roman van Bulgarije
- Roman van Galicië-Wolynië
- Roman I van Moldavië
- Roman II van Moldavië